# Luis Vélez de Guevara
Luis Vélez de Guevara (Écija, 1º agosto 1579 – Madrid, 10 novembre 1644) è stato un drammaturgo spagnolo.
Uomo dalla vita inquieta, geniale, disordinata; per talento drammatico e senso poetico è il più vicino, fra i drammaturghi spagnoli minori, a Lope de Vega, pure il figlio Juan Vélez de Guevara fu drammaturgo.
La sua produzione ha riguardato molte commedie, bibliche, storiche e di costume, di cui le migliori sono quelle tratte in parte dalla storia: La luna de la sierra (La luna dei monti), sul tema dell'onore popolare; La serrana de la Vera (La montanara della Vera) e Reinar después de morir (Regnare dopo la morte), sulla tragica storia di Inés de Castro. In queste opere, più lineari di quelle lopiane, Vélez de Guevara raggiunge buoni effetti drammatici e momenti di viva commozione.
Oggi è comunque più noto per il romanzo satirico El diablo cojuelo (Il diavolo zoppo, del 1641), tradizionalmente incluso, per una certa affinità tematica, nel genere picaresco, ma che sarebbe meglio definire satira di costume, derivata dai Los Suenos di Quevedo, pur non possedendone l'amarezza, il vigore morale e la forza rappresentativa; comunque, divertente, ingegnoso, ricco di osservazioni acute, è scritto in uno stile barocco talora un po' manierato e contorto.

## Cronologia delle sue opere

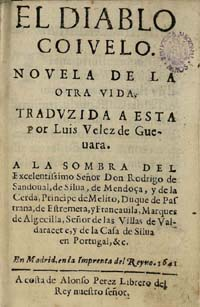
Frontespizio originale di El diablo cojuelo

- El Príncipe transilvano (1597-1598).
- El espejo del mundo (prima del 1611)
- Los hijos de la Barbuda (prima del 1611).
- La serrana de la Vera (1613).
- La niña de Gómez Arias (circa 1614)
- La vida de la santa madre (circa 1614)
- Don Pero Miago, (circa 1614)
- La montañesa de Asturias, (La montanara delle Asturie), (circa 1614)
- Le due parti di La hermosura de Raquel. (circa 1614)
- El conde Don Pero Vélez (circa 1615)
- El amor y celos en vizcaíno (circa 1615)
- El embuste acreditado(circa 1615)
- El Marqués del Vasto (circa 1615)
- El Príncipe viñador(circa 1615)
- "La Ninfa del Cielo" (prima del 1617)
- "El Niño Diablo" (circa 1620)
- El diablo está en Cantillana (dopo il 1620)
- El rey en su imaginación (1625)
- Los novios de Hornachuelos (dopo il 1620)
- El verdugo de Málaga (dopo il 1620)
- El águila del agua (dopo il 1620)
- Más pesa el rey que la sangre (dopo il 1620)
- Si el caballo vos han muerto, 1633.
- Los amotinados de Flandes, (Gli ammutinati della Flande), 1634.
- La nueva ira de Dios, 1635.
- "Los tres portentos de Dios", (I tre miracoli di Dio), (circa 1635)
- Reinar después de morir (Regnare dopo la morte).
- El Diablo Cojuelo, (Il diavolo zoppo), 1641.